# Robert Earnshaw
Robert Earnshaw (Mufulira, 6 april 1981) is een voetballer uit Zambia, die uitkomt voor het nationale team van Wales. Zijn huidige club is Cardiff City en de positie waar hij het vaakst speelt is in de spits.

## Jeugd
Earnshaw werd geboren in Mufulira waar zijn Britse vader David Earnshaw manager van een goudmijn was. Toen hij vijf jaar oud was verhuisde het gezin naar buurland Malawi. Daar beheerde zijn vader een kolenmijn. In 1990 overleed Earnshaw senior, waarna zijn weduwe Rita besloot naar Wales te verhuizen. Het gezin ging in Caerphilly wonen en Robert begon met voetballen. Meteen was te zien dat hij talent had. In enkele seizoenen scoorde hij zestig doelpunten en in één seizoen zelfs tachtig.

## Cardiff City
Dankzij zijn goede prestaties in het amateur-jeugdvoetbal kreeg de Welshe club Cardiff City interesse in Earnshaw. In 1997 kreeg hij een contract voor het jeugdteam van Cardiff aangeboden. Na een seizoen daarvoor uitgekomen te zijn, mocht Earnshaw deel uitmaken van het hoofdteam. Al in zijn eerste wedstrijd voor de club scoorde hij, tegen Hartlepool. Ondanks deze prestatie werd Earnshaw in 2000 uitgeleend aan Greenock Morton FC. Hij speelde er maar drie wedstrijden, maar wist toch twee keer te scoren. Toen hij weer terugkeerde bij Cardiff groeide hij uit tot een clubheld en waren grote club als Liverpool FC, Celtic en Manchester United geïnteresseerd in de Welshman. Ook werd hij in deze periode voor het eerst opgeroepen voor het nationale team van Wales. In 2004 verliet Earnshaw Cardiff, maar niet voor een van de drie genoemde grote clubs. Bij Cardiff City speelde hij 178 wedstrijden, waairn hij 85 maal doel trof.

## West Bromwich Albion
In 2004 vertrok Earnshaw bij Cardiff City en ging hij spelen bij West Bromwich Albion. Daar kwam onder andere samen te spelen met zijn landgenoot Jason Koumas en de Deen Martin Albrechtsen. "The Baggies" betaalden drie miljoen pond voor de geboren Zambiaan. Bij West Brom scoorde Earnshaw een aantal zeer belangrijke doelpunten voor de club, waardoor zij in de Premier League konden blijven spelen. Desondanks wilde toenmalige coach Bryan Robson hem liever als pinch-hitter dan als vaste waarde gebruiken. Het seizoen hierna, in 2005/2006, haalde Robson nog twee spitsen naar Albion. Ondanks de nog grotere competitie bleef Earnshaw toch bij de club. In de winterstop kwam hij echter toch tot de beslissing een nieuwe club te moeten gaan zoeken. Earnshaw speelde 43 wedstrijden voor W.B.A. en hij scoorde daarin 12 doelpunten.

## Norwich City
Norwich City was de club die Earnshaw overnam van West Bromwich Albion. "The Canaries" betaalden uiteindelijk 3.5 miljoen pond voor hem. Bij Norwich kreeg Earnshaw wel een vaste basisplaats en heeft die tot op heden nog steeds. In de 45 wedstrijden die Earnshaw tot nu toe voor Norwich speelde scoorde hij 27 keer.

## Interlandcarrière
Op dinsdag 14 mei 2002 maakte Earnshaw zijn debuut voor het nationale team van Wales. Hij kwam op het veld als invaller in de wedstrijd tegen Duitsland. Meteen bij zijn debuut scoorde Earnshaw en dit bleek ook de winnende treffer voor zijn land te zijn. In de wedstrijden voor kwalificatie voor Euro 2004 werd Earnshaw een vaste waarde in het team. Gedurende deze periode scoorde hij een hattrick in een vriendschappelijke wedstrijd tegen Schotland. Wales haalde net het toernooi niet, de ploeg verloor in de play-offs van Rusland.

## Trivia
- Earnshaw was de eerste speler die op alle niveaus van het Engelse voetbal, de FA Cup, de League Cup en op een internationaal niveau een hattrick wist te scoren.
- Op de Fransman Thierry Henry na is Earnshaw de speler die de meeste doelpunten per minuut in de Premier League wist te scoren.